# Thury Horath
Arthur «Thury» Horath (* 10. Mai 1948 in Goldau) ist ein Schweizer Allround/Ländlermusikant aus dem Kanton Schwyz. Der Technische Kaufmann, Auto- und Motorradmechaniker und nebenberufliche Klarinetten- und Saxophonlehrer ist verheiratet und Vater von zwei Kindern.
Seine musikalische Laufbahn startete er mit einer Occasions-Blockflöte in der  2. Primarklasse. Mit dreizehn begann er mit dem Klarinettenspiel und trat 1963 in den örtlichen Musikverein. 1963–71 folgte eine Station als Tanzmusiker mit dem Akkordeonisten Adolf Schmidig. 1971/72 bildete er eine Ländlerkapelle mit Martin Nauer, der dann zur Ländlerkapelle Martin Beeler wechselte. Mit dem Akkordeonisten Martin Suter gründete Horath die Ländlerkapelle Thury Horath, die heute nicht mehr offiziell besteht. Er widmete sich von 1995 bis 2001 der Unterhaltungsmusik mit dem Duo The Berrys. Seit 1995 spielt er als Klarinettist während der Theatersaison im Theaterorchester in Arth. 
In seinem Schaffen entstanden bis heute rund 700 Eigenkompositionen.